# Peter Stöckicht
Peter Stöckicht (* 22. Oktober 1930 in Greifswald; † 20. November 2018) war ein deutscher Jurist und Politiker (NPD). Er saß von 1968 bis 1972 für die Nationaldemokratische Partei Deutschlands im Landtag von Baden-Württemberg.

## Leben
Peter Stöckicht stammte aus Pommern und flüchtete im Frühjahr 1951 in die Bundesrepublik Deutschland. Er studierte Rechts- und Staatswissenschaften und ließ sich 1959 als Rechtsanwalt in Stuttgart nieder.
Während seines Jura-Studiums engagierte er sich beim Bund Nationaler Studenten. Im November 1964 wurde er Mitglied der NPD und deren stellvertretender baden-württembergischer Landesvorsitzender. Bei der Landtagswahl in Baden-Württemberg 1968 kandidierte er für die NPD im Wahlkreis 14 Öhringen und erhielt ein Zweitmandat. Er gehörte dem Landtag bis 1972 an und war stellvertretender Vorsitzender der NPD-Fraktion, damals unter dem Vorsitz von Wilhelm Gutmann.
Zusammen mit 12 bis 14 anderen rechten Aktivisten stürmte Stöckicht am 23. April 1969 den Basler Torturm in Karlsruhe-Durlach. Linke Jugendliche hatten den Turm zuvor in Roter Turm umbenannt und dort einen antiautoritären Jugendtreff eingerichtet. Die Rechtsextremisten bemächtigten sich der roten Fahnen und vandalierten in den Räumen. Der NPD-Fraktionskollege Rolf Krause trat im Dezember 1970 aus der NPD aus, weil eine kleine, aber aktive Gruppe, zu der auch Stöckicht gehörte, einen Kurs fahre, „der zur NSDAP führt“.
1979 verteidigte Stöckicht die Rechtsterroristen der Wehrsportgruppe Rohwer. Am ersten Verhandlungstag stellte er einen Befangenheitsantrag gegen einen Richter, der der SPD angehörte. Er begründete dies damit, dass die SPD eine Partei sei, „in der Landesverräter und Agenten wie Brandt und Wehner wirken“, daher könne er „gegen Nationalsozialisten nicht objektiv Recht sprechen“.
Nach der Wende ließ sich Stöckicht als Rechtsanwalt in der mecklenburg-vorpommerschen Stadt Laage nieder. Er arbeitete am Aufbau des NPD-Landesverbandes Mecklenburg-Vorpommern mit. 1997 inserierte er in den HNG-Nachrichten, die von der neonationalsozialistischen, 2011 verbotenen Hilfsorganisation für nationale politische Gefangene und deren Angehörige herausgegeben wurden.
Am 19. September 1998 sprach er auf einer NPD-Großdemonstration im Rostocker Stadtteil Dierkow neben NPD-Chef Udo Voigt und dem ehemaligen Rechtsterroristen Manfred Roeder. In seiner Rede forderte er, die SS müsse wie die Wehrmacht anerkannt werden.